# Ingrid Irrlicht
Ingrid Irrlicht (* 28. Februar 1956 in Cantavir) ist deutsch-ungarische Pantomimin und Performerin mit Basis im Raum München.
Anfänglich studierte sie nach dem Abitur Literatur und Anglistik in München und London. Dort kam sie während des Studienaufenthalts in Berührung mit Vertretern der Fools-Bewegung der 1970er und 1980er Jahre und begann selbst eine Ausbildung als Pantomimin bei Desmond Jones in London. Weitere Stationen der Ausbildung waren Straßentheater mit Andy Geer (München) und Pantomime bei Étienne Decroux (Paris), Clowning mit Fratelli Colombaioni (Rom) und Giacomo (Hamburg) und Butoh-Tanz mit Sumako Koseki und Eiko & Koma (Paris).
Ingrid Irrlicht entwickelte einen eigenen Ein-Frau-Komik-Stil und einen expressionistischen Tanz namens „fantasia corporal“. Sie tritt außerdem als Walking-Act auf: In verrückte, oft aus Duschvorhängen von der britischen Designerin Jenny Green-Becker gefertigte, schrille Kostüme gewandete Frauengestalten, die Zuschauer und Passanten in burleske, aber auch poetische Situationen verwickeln.
Ingrid Irrlicht tritt mit verschiedenen Programmen wie Mehrpersonenstücken, Comedy-Shows, Kinderstücken und Tanztheater in Deutschland, Europa und Übersee auf. Außerdem unterrichtet sie an Kultur- und Fortbildungszentren: so für das Goethe-Institut und die Lehrerfortbildungsakademie in Dillingen an der Donau. Sie gibt spezielle Körpersprach- und Anti-Mobbingseminare an Schulen und für unterschiedlichste Zielgruppen, so auch zum Thema „Gibt es weiblichen und männlichen Humor?“ beim Medienfrauentreffen 2006 beim Bayerischen Rundfunk in München.
Sie spielte auf internationalen Festivals wie in Caracas, Lima, Edinburgh, Saarbrücken und immer wieder auf dem Tollwood-Festival in München oder dem „La Piazza“ in Augsburg, genauso ist sie auf Kleinkunst-Bühnen, in Jugendzentren, Schulen, Stadtbibliotheken, Kindergärten und auch auf Ausstellungseröffnungen und bei speziellen Anlässen anzutreffen.
Im November 2009 nahm Ingrid Irrlicht am internationalen Pantomime-Festival MIMAME in Medellín, Kolumbien, teil. Sie zeigte dort unter anderem zwei politische Arbeiten. In „Die traurige und unglaubliche Geschichte von Maria und José“ setzt sie sich mit dem Thema „Politik und Gewalt in Lateinamerika“ auseinander. Das andere Stück, eine Performance „La noche de los cristales rotos“, bezieht sich auf den 9. November 1938 in Deutschland.
Nach einer Reihe von Auftritten in Äthiopien 2014 hat Irrlicht einen ihrer Schwerpunkte in Zusammenarbeit mit dem Kulturzentrum Mohr-Villa in München-Freimann auf die Arbeit mit Geflüchteten verlegt, die auf ihr sprach-barrierefreies Theater besonders gut ansprechen.